# Estação Ferroviária de Pedras Rubras
A Estação Ferroviária de Pedras Rubras foi uma interface ferroviária da Linha do Porto à Póvoa e Famalicão, que servia o lugar de Pedras Rubras, no concelho de Maia, em Portugal. Foi substituída pela Estação Pedras Rubras do Metro do Porto.

## História

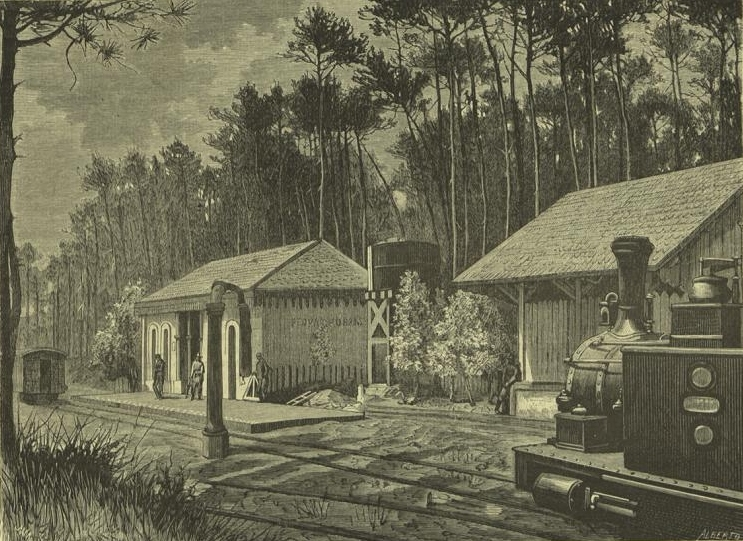
Desenho da Estação de Pedras Rubras, nos primeiros anos

Esta interface situava-se no troço da Linha da Póvoa entre Porto-Boavista e a Póvoa de Varzim, que abriu à exploração em 1 de Outubro de 1875, pela Companhia do Caminho de Ferro do Porto à Póvoa.
Na primeira metade do século XX, iniciou-se o processo para a união da Companhia da Póvoa com a Companhia do Caminho de Ferro de Guimarães, que incluía a construção de um ramal que unisse as linhas daquelas duas empresas. No Diário do Governo, I Série, de 28 de Outubro de 1926, foi publicado um relatório do Conselho Superior de Obras Públicas sobre o pedido de fusão entre as duas companhias, onde se recomendou que aquele ramal deveria ter início na Trofa, passar por São Pedro de Avioso e terminar num ponto da Linha da Póvoa entre a Senhora da Hora e Pedras Rubras.
Em 1927, as duas empresas fundiram-se numa só, formando a Companhia dos Caminhos de Ferro do Norte de Portugal. O ramal entre a Senhora da Hora e a Trofa foi inaugurado em 14 de Março de 1932.
Em 1 de Janeiro de 1947, a Linha da Póvoa passou a ser explorada pela Companhia dos Caminhos de Ferro Portugueses.
Em 28 de Abril de 2001, foi encerrado o troço da Linha da Póvoa entre a Trindade e Senhora da Hora, para a adaptação do antigo traçado daquela linha para o sistema do Metro do Porto. Foram necessárias obras de adaptação na Senhora da Hora para a sua função de terminal provisório, pelo que nos dias 28 e 29 também foi suspenso o trânsito de comboios até Pedras Rubras.